# Лафејет (Алабама)
Лафејет (енгл. La Fayette) град је у америчкој савезној држави Алабама. По попису становништва из 2010. у њему је живело 3.003 становника.

## Демографија
Према попису становништва из 2010. у граду је живело 3.003 становника, што је 231 (7,1%) становника мање него 2000. године.
| Група             | 2000.         | 2010.         |
| Белци             | 1.033 (31,9%) | 868 (28,9%)   |
| Афроамериканци    | 2.176 (67,3%) | 2.066 (68,8%) |
| Азијати           | 5 (0,2%)      | 12 (0,4%)     |
| Хиспаноамериканци | 23 (0,7%)     | 58 (1,9%)     |
| Укупно            | 3.234         | 3.003         |